# Roberto Fortes
Roberto Duete Fortes (9 de novembro de 1984) é um basquetebolista profissional angolano, defende o ASA
jogou pelo Petro de 2008 até 2015, se mudou para o Sport Libolo e Benfica
Roberto Fortes fez a sua estreia na seleção angola no Mundial de Basquetebol de 2010